# Mitjet

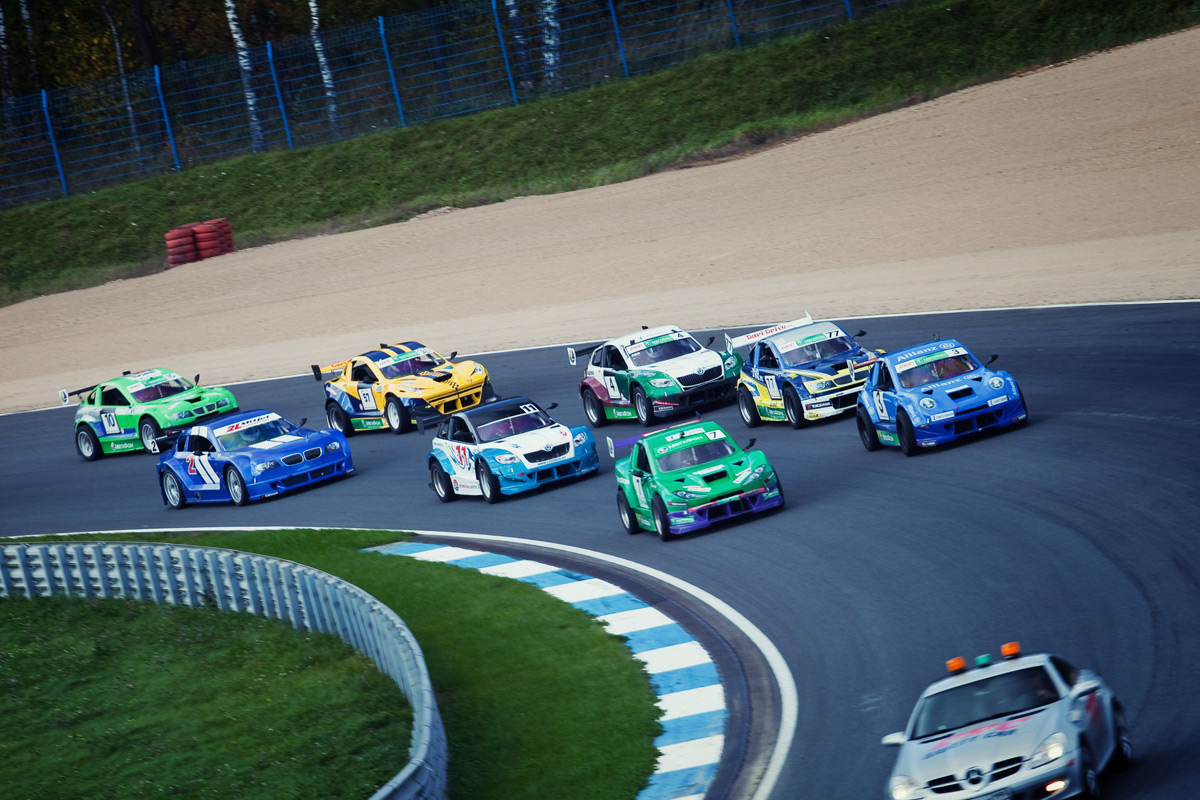
Mitjet 1300 au Smolensk Ring en 2012

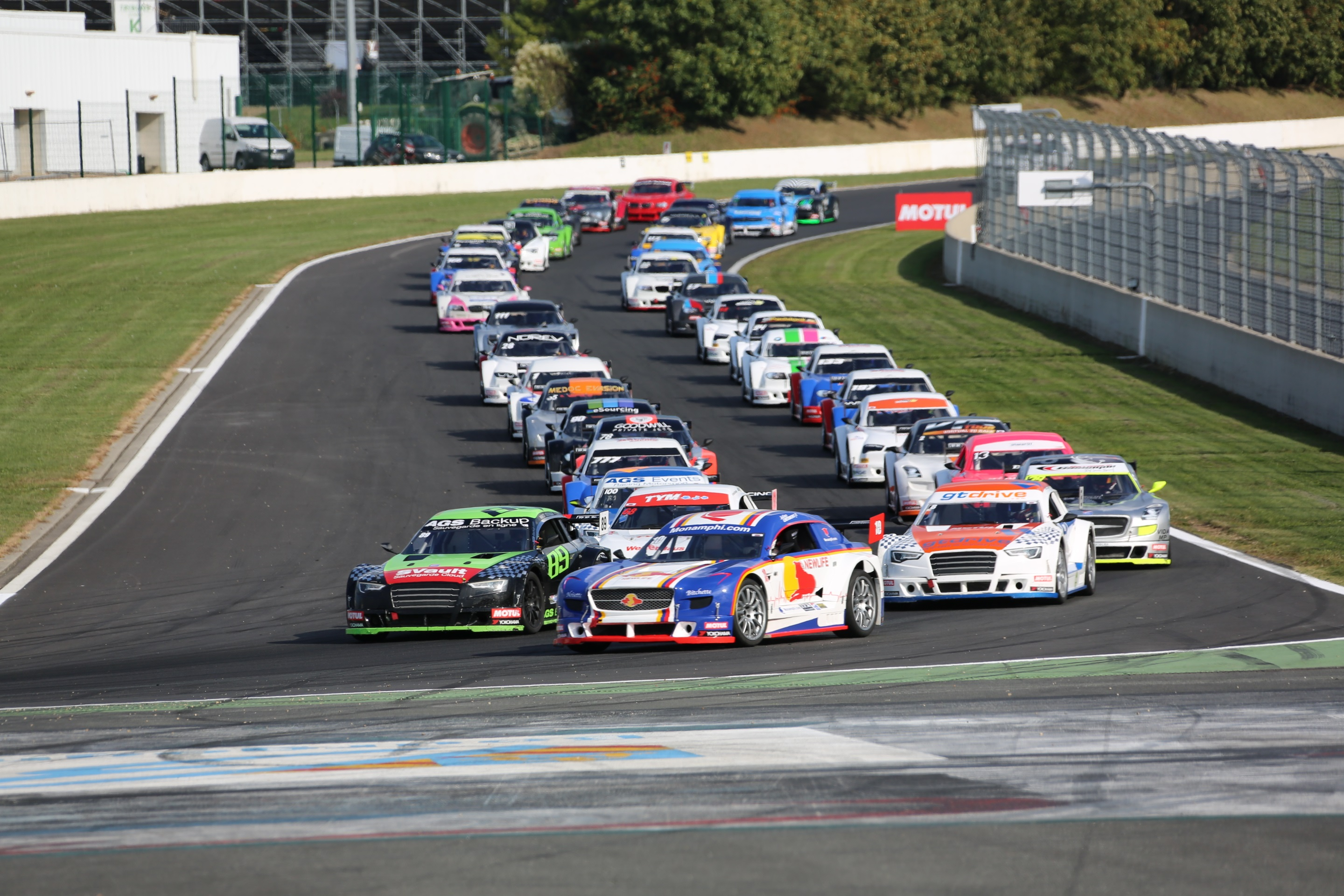
Course de Mitjet 2L

La Mitjet est une catégorie de voitures de sport destinée à participer aux Mitjet Series, championnats automobiles dont le slogan est « La course pour tous ». Dans les compétitions, toutes les voitures sont techniquement identiques et seuls quelques réglages simples peuvent être modifiés. Ces autos et compétitions ont été créées par Jean-Philippe Dayraut, afin de donner la possibilité à des pilotes amateurs et professionnels de s'adonner aux sports automobiles pour un coût minimum.
Dans l’esprit de sa signature « La course pour tous », l’accès au championnat est ouvert aux pilotes de 16 à 76 ans. Le palmarès a conservé ses catégories habituelles : Juniors, Gentlemen, Pro… En parallèle, Mitjet International a lancé un partenariat avec les écoles de pilotage, dans le cadre de sa Mitjet Académie, dont la vocation est d’initier les jeunes talents au Sport Automobile.

## Histoire
L'histoire des Mitjet débute en 2006 avec la Mitjet 1300. Cette première Mitjet est spécialement conçue pour les épreuves sprint avec un moteur de 150 chevaux pour un poids de 600 kg. Le développement rapide de la Mitjet 1300 permet la création de la Mitjet 2L qui la rejoint sur les meetings en 2012.
En 2014, la Mitjet 1300 est abandonnée au profit de la Mitjet Supertourisme qui intègre un moteur plus puissant. Un an après son lancement, elle obtient le label Championnat de France de Supertourisme de la Fédération française du sport automobile.
En 2020, la marque prends un nouveau virage. Christophe Cresp succède à Jean-Philippe Dayraut. Mitjet devient Mitjet International sous l’impulsion de ce nouveau pilote et chef d'entreprise.

## Voitures

### Mitjet 2L
La Mitjet 2L est lancée en 2012 ; elle est d'une conception très simple ce qui permet une facilité de pilotage. C'est une catégorie appréciée des pilotes,. Le moteur 2,0 litres développant 230 chevaux.

### Mitjet Supertourisme
La Supertourisme est la dernière voiture développée par Mitjet pour les courses sur piste. Elle conserve un poids contenu, une conception simple, et des facilités de réglages. En 2015, la Supertourisme obtient le label FFSA et devient Championnat de France de Supertourisme. Pour ce championnat, elle reçoit un moteur v6 3,5 litres développant 330 chevaux.

### Mitjet Offroad
La Mitjet Offroad est une voiture de course spécialement conçue pour les épreuves tout-terrain, type Baja, rallye tout-terrain.

## Calendriers Mitjet International

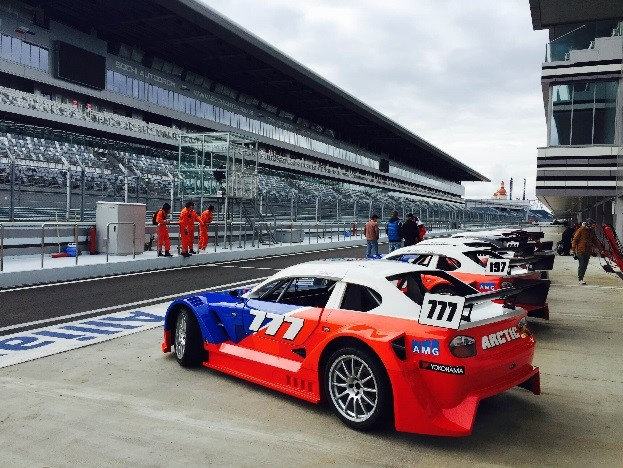
Mitjet Russie

En 2015, le concept Mitjet s'exporte : il existe des championnats en Russie, au Danemark, en Italie et aux États-Unis.
En 2022, Mitjet International ouvre également son championnat au Bénélux. 
En 2025, Mitjet International lance une Eurocup avec des courses en France, Belgique, Italie et Espagne.  

### France
Le trophée Mitjet 2L France aura pas moins de 5 courses pour la saison 2025 avec une manche en Belgique sur le circuit de Spa-Francorchamps.

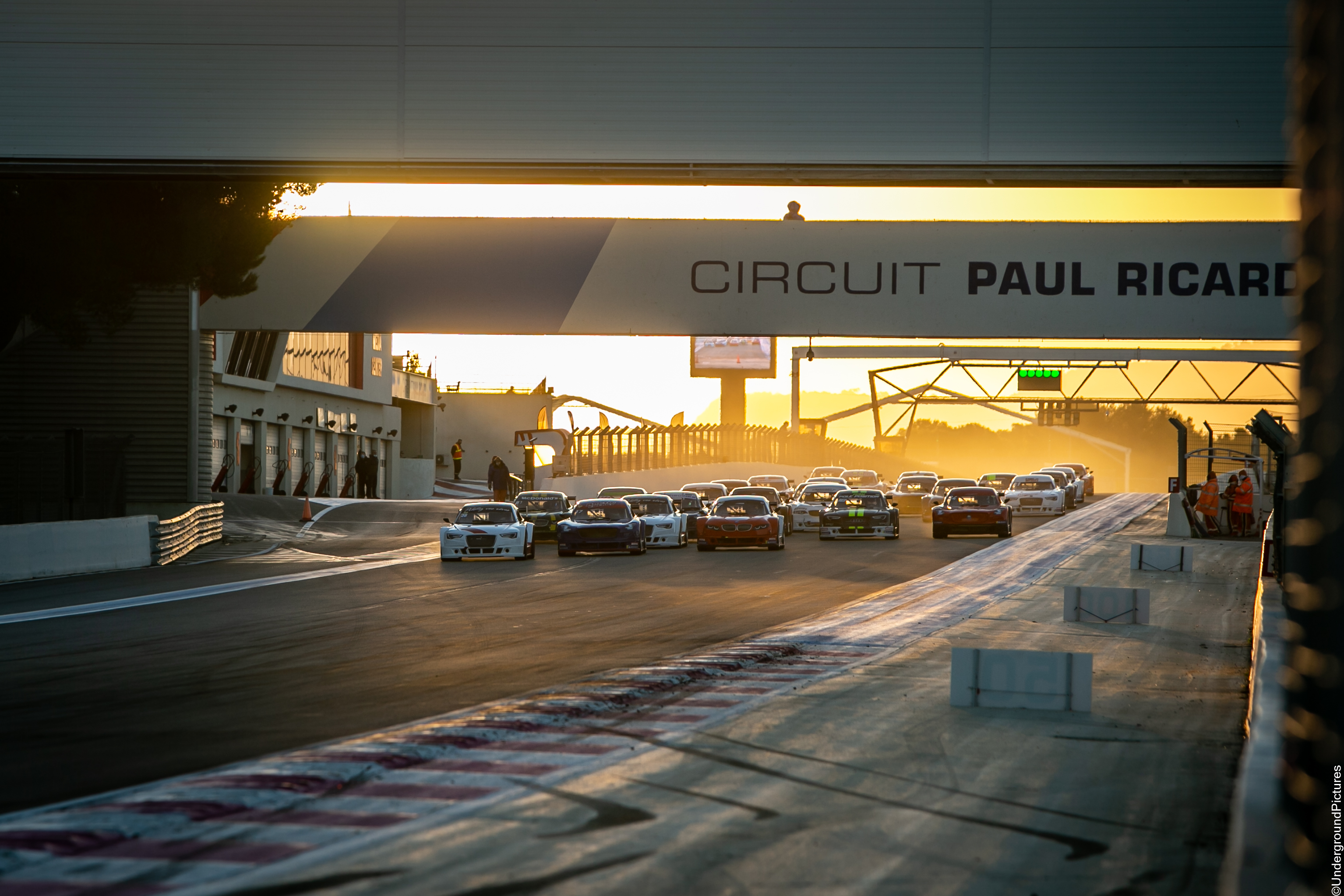
Course du championnat Mitjet France au Castellet

| Calendrier 2025   | Calendrier 2025   |
| ----------------- | ----------------- |
| 28 - 30 mars      | Paul Ricard       |
| 09 -11 mai        | Dijon - Prenois   |
| 20 - 22 juin      | Spa-Francorchamps |
| 05 - 07 septembre | Motorland Aragon  |
| 10 -12 octobre    | Magny-Cours       |

### Eurocup
Mitjet International lance l'Eurocup en 2025. Cinq dates sont programmées cette saison et sont constituées de rendez-vous communs entre les Trophées France et Italie.
| Calendrier 2025   |                   |
| 28 - 30 mars      | Paul Ricard       |
| 18 - 20 avril     | Monza             |
| 20 - 22 juin      | Spa-Francorchamps |
| 11 - 13 juillet   | Mugello           |
| 05 - 07 septembre | Motorland Aragon  |

### Danemark

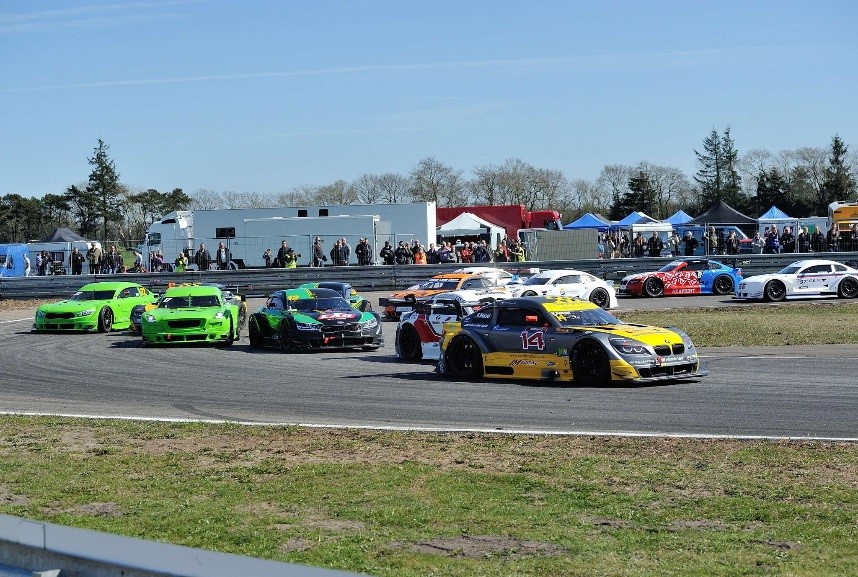
Le championnat Mitjet Danois

Le Danish Supertourism Turbo est créé en 2015. Sept dates sont programmées sur des circuits danois et européens et le championnat intègre 20 voitures dès sa première année d’existence.
| Calendrier 2015 |                                   |
| 18 - 19 avril   | Padborg Open - Padborg Park       |
| 9 - 10 mai      | Ring Djursland                    |
| 6 - 7 juin      | Spa Euro Race - Spa Francorchamps |
| 20 - 21 juin    | Ring Djursland                    |
| 15 - 16 aout    | Copenhagen GP - Sturup Raceway    |
| 12 septembre    | Padborg Night Race - Padborg Park |
| 10 - 11 octobre | Padborg Finalen - Padborg Park    |

### Italie

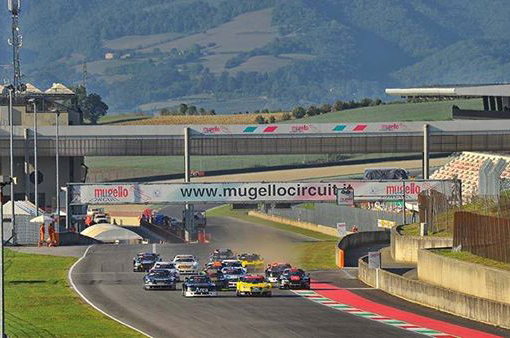
Des mitjet sur le circuit de Mugello

Les Mitjet Italian Serie sont créées en 2015. La saison, qui se déroule d'avril à octobre, est constituée de six dates. Le championnat, dédié aux Mitjet 2L, se déroule sur différents circuits italiens notamment Monza ou Mugello.
| Calendrier 2025   |                   |
| 18 - 20 avril     | Monza             |
| 06 - 08 juin      | Vallelunga        |
| 20 - 22 juin      | Spa-Francorchamps |
| 12 - 14 septembre | Mugello           |
| 10 - 12 octobre   | Misano            |